# El que és important de debò
El que és important de debò (títol original en alemany, Schon tausendmal berührt) un telefilm alemany del 2022 dirigit per Judith Westermann i produït per Das Erste. Els papers principals els interpreten Inez Bjørg David i Leo Reisinger. La primera emissió a Das Erste va tenir lloc el 28 de gener de 2022 com a part de la franja Endlich Freitag im Ersten. S'ha doblat al català.
El rodatge va tenir lloc del 6 d'octubre al 4 de novembre de 2020 seguint l'ordenança de seguretat i salut laboral per la pandèmia de la COVID-19 a Múnic, Glonn i els voltants. La productora Lieblingsfilm GmbH va ser responsable de la pel·lícula.